# Condado de McLean (Dakota del Norte)
El condado de McLean (en inglés: McLean County, North Dakota), fundado en 1883, es uno de los 53 condados del estado estadounidense de Dakota del Norte. En el año 2000 tenía una población de 9311 habitantes y una densidad poblacional de 2 personas por km². La sede del condado es Washburn.

## Geografía
Según la Oficina del Censo, el condado tiene un área total de 6029 km² (2327,8 mi²), de la cual 5465 km² (2110,0 mi²) es tierra y 565 km² (218,1 mi²) es agua.

### Condados adyacentes
- Condado de Ward (norte)
- Condado de McHenry (noreste)
- Condado de Sheridan (este)
- Condado de Burleigh (sureste)
- Condado de Oliver (sur)
- Condado de Mercer (suroeste)
- Condado de Dunn (oeste)
- Condado de Mountrail (noroeste)

### Áreas protegidas nacionales
- Audubon Nacional Refugio de Vida Silvestre
- Lake Camp Refugio Nacional de Vida Silvestre
- Hiddenwood Refugio de Vida Silvestre (parte)
- Nettie Lago Refugio Nacional de Vida Silvestre
- Lago Otis Refugio de Vida Silvestre Nacional
- Lost Lago Refugio Nacional de Vida Silvestre
- McLean Refugio Nacional de Vida Silvestre

Condado de McLean tiene más Refugios Nacional de Fauna que cualquier otro condado en Estados Unidos.

## Demografía
En el 2000 la renta per cápita promedia del condado era de $32 337, y el ingreso promedio para una familia era de $39 604. El ingreso per cápita para el condado era de $16 220. En 2000 los hombres tenían un ingreso per cápita de $32 376 versus $18 224 para las mujeres. Alrededor del 13.50% de la población estaba bajo el umbral de pobreza nacional.
| 1890 | 1900 | 1910   | 1920   | 1930   | 1940   | 1950   | 1960   | 1970   | 1980   | 1990   | 2000 | Est. 2009 |
| ---- | ---- | ------ | ------ | ------ | ------ | ------ | ------ | ------ | ------ | ------ | ---- | --------- |
| 860  | 4791 | 14 496 | 17 266 | 17 991 | 16 082 | 18 824 | 14 030 | 11 251 | 12 383 | 10 457 | 9311 | 8310      |

## Mayores autopistas
- U.S. Highway 83
- Carretera de Dakota del Norte 28
- Carretera de Dakota del Norte 37
- Carretera de Dakota del Norte 53
- Carretera de Dakota del Norte 41
- Carretera de Dakota del Norte 200
- Carretera de Dakota del Norte 1804

## Lugares

### Ciudades
- Benedict
- Butte
- Coleharbor
- Garrison
- Max
- Mercer
- Riverdale
- Ruso
- Turtle Lake
- Underwood
- Washburn
- Wilton

Nota: todas las comunidades incorporadas en Dakota del Norte se les llama "ciudades" independientemente de su tamaño